# 包洛古纽姆
包洛古纽姆（匈牙利語：Balogunyom，匈牙利語發音：[ˈbɒloɡuɲom]），是匈牙利沃什州所辖的一个村，总面积12.12平方公里，总人口1230，人口密度101.5人/平方公里（2010年1月1日）。